# Gigio Morra
Luigi Morra, detto Gigio (Napoli, 26 agosto 1945 – Napoli, 10 marzo 2024), è stato un attore italiano.

## Biografia
Luigi Morra nacque a Napoli il 26 agosto 1945. Si diplomò nel 1966 all'Accademia d'arte drammatica di Napoli. Lavorò con Eduardo De Filippo dal 1970 al 1980, con Carlo Cecchi facendo parte del Granteatro e fino al 1989 recitò nella compagnia di Angelo Savelli. Inoltre in teatro fu diretto da Maurizio Scaparro, Giuseppe Patroni Griffi, Luca De Filippo e Toni Servillo (ne La trilogia della villeggiatura di Carlo Goldoni, recitando al fianco dello stesso Servillo e Andrea Renzi). Al cinema fu diretto da Marco Bellocchio, Nanni Moretti, Lina Wertmüller e Matteo Garrone (in Gomorra). In televisione fu uno dei protagonisti della serie Il commissario Montalbano, interpretando la parte del Giudice Scognamiglio. Fu vincitore del premio IDI nel 1982.
Nel 2011 tornò in televisione nel ruolo di Ruggero u' Puparo nella terza stagione della serie Squadra antimafia - Palermo oggi. A partire dal 2017 interpretò il personaggio di Peppino Canfora nella soap opera di Rai 3 Un posto al sole. 
Morì a Napoli il 10 marzo 2024, all'età di 78 anni.

## Filmografia

### Cinema
- Marcia trionfale, regia di Marco Bellocchio (1976)
- Sogni d'oro, regia di Nanni Moretti (1981)
- Arrapaho, regia di Ciro Ippolito (1984)
- Io speriamo che me la cavo, regia di Lina Wertmüller (1992)
- Polvere di Napoli, regia di Antonio Capuano (1998)
- I cinghiali di Portici, regia di Diego Olivares (2003)
- Gomorra, regia di Matteo Garrone (2008)
- Fortapàsc, regia di Marco Risi (2009)
- Tris di donne e abiti nuziali, regia di Vincenzo Terracciano (2009)
- Bella addormentata, regia di Marco Bellocchio (2012)
- Benvenuto Presidente!, regia di Riccardo Milani (2013)
- Pericle il nero, regia di Stefano Mordini (2016)
- Omicidio all'italiana, regia di Maccio Capatonda (2017)
- 5 è il numero perfetto, regia di Igort (2019)
- Bentornato Presidente, regia di Giancarlo Fontana (2019)
- Pinocchio, regia di Matteo Garrone (2019)
- 7 ore per farti innamorare, regia di Giampaolo Morelli (2020)
- Qui rido io, regia di Mario Martone (2021)
- Un mondo in più, regia di Luigi Pane (2021)
- Lasciarsi un giorno a Roma, regia di Edoardo Leo (2021)
- Astolfo, regia di Gianni Di Gregorio (2022)
- Napoli magica, regia di Marco D'Amore (2022)
- Tempi Supplementari, regia di Corrado Ardone (2022)
- Noi ce la siamo cavata, regia di Giuseppe Marco Albano (2022)
- Il sol dell'avvenire, regia di Nanni Moretti (2023)
- Gli attassati, regia di Lorenzo Tiberia (2023)

### Televisione
- La sciantosa - miniserie TV (1971)
- Il furto del tesoro, regia di Alberto Sironi (2000)
- Il commissario Montalbano, regia di Alberto Sironi - serie TV (2002-2011)
- L'avvocato Guerrieri, regia di Alberto Sironi (2007)
- Rebecca, la prima moglie, regia di Riccardo Milani - miniserie TV (2008)
- Tutti pazzi per amore - serie TV (2010)
- Squadra antimafia 3 - Palermo oggi - Ruolo: Ruggero Geraci - serie TV, 8 episodi (2011)
- Un posto al sole - soap opera (2017-2019)
- Imma Tataranni - Sostituto procuratore (seconda stagione), regia di Francesco Amato - serie TV (2021-2022)
- Doc - Nelle tue mani - serie TV, episodi 2x15 e 2x16 (2022)
- Filumena Marturano, regia di Francesco Amato - film TV (2022)
- I bastardi di Pizzofalcone, regia di Monica Vullo e Riccardo Mosca - serie TV, episodio 4x04 (2023)
- Studio Battaglia, regia di Simone Spada – serie TV, episodio 2x01 (2024)